# Theo van den Boogaard

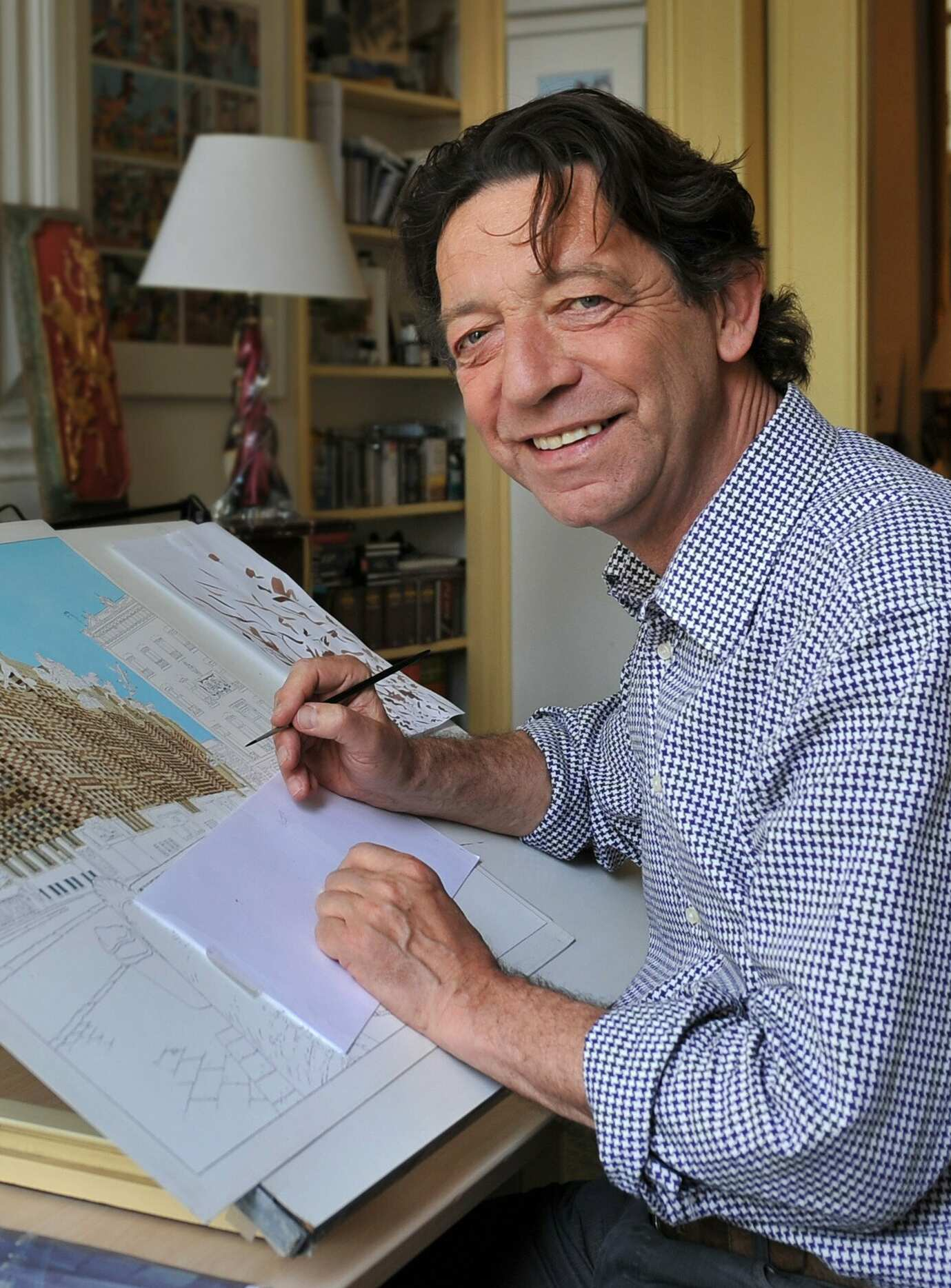
Theo van den Boogaard, 2011

Theo van den Boogaard (* 25. März 1948 in Castricum) ist ein niederländischer Comiczeichner. Bekannt wurde er durch den in der Bundesrepublik Deutschland indizierten Comic Anne und Hans kriegen ihre Chance (nl. Ans en Hans krijgen de Kans) und durch die Comicfigur Julius Patzenhofer (auch Leo, der Terrorist, nl.: Sjef van Oekel). Laut Andreas C. Knigge ist er „der wohl bekannteste europäische Undergroundzeichner“ und ein Vertreter der Ligne claire.
Seinen ersten Comicstrip Mark, Boter bei de Vis veröffentlichte van den Boogaard 1964 im Alter von fünfzehn Jahren. Danach erschienen seine Zeichnungen regelmäßig in der Zeitschrift Hitweek. Der von ihm äußerst freizügig gestaltete Comic Anne und Hans kriegen ihre Chance, bei dem es sich laut Harald Havas um eine „pornographische Emanzipationsstory“ handelt, erschien ab 1969 zunächst in der der Hitweek nachfolgenden Zeitschrift Aloha, danach in dem pornographischen Kontaktmagazin Chick. Die deutschsprachige Ausgabe Anne und Hans kriegen ihre Chance, die der Melzer Verlag 1970 in der Reihe Brumm Comix veröffentlichte, wurde 1973 von der Bundesprüfstelle für jugendgefährdende Schriften indiziert. Er gilt bis heute als sein wichtigstes Werk.
Die von Wim T. Schippers erfundene und durch den Komiker und Operettensänger Dolf Brouwers verkörperte Kunstfigur Sjef van Oekel zeichnete er zu den Texten von Schippers als Comic, was mit einer deutlichen Veränderung seines Stils einherging. Die insgesamt sieben Comicbände wurden nur teilweise ins Deutsche übersetzt und unter den Bezeichnungen Julius Patzenhofer und Leo, der Terrorist vermarktet.
Ein weiterer, auf Deutsch erschienener Comic von van den Boogaard ist Der Ideograf, der 1982 im Volksverlag erschienen ist. Das Original erschien 1979 als De Ideograf bei Espee in Amsterdam.